# مايا بالافرشيتش
ماجا بالافرشيتش مواليد 24 مارس 1973 في كرواتيا، هي لاعبة كرة مضرب كرواتية سابقة بدأت مسيرتها كمحترفة سنة 1988 وكانت تلعب باليد اليمنى، اعتزلت اللعب في 2004. أعلى تصنيف لها في الفردي كان المركز الـ 117 في سنة 2001. أعلى تصنيف لها في الزوجي كان المركز الـ 109 في سنة 2002.

## روابط خارجية
- مايا بالافرشيتش على موقع رابطة محترفات التنس (الإنجليزية)
- مايا بالافرشيتش على موقع الاتحاد الدولي لكرة المضرب (الإنجليزية)
- مايا بالافرشيتش على موقع كأس بيلي جين كينغ (الإنجليزية)